# ダヌシャ郡
ダヌシャ郡（ダヌシャぐん、ネパール語: धनुषा）はネパール南東部のマデシ州の郡。
郡都はジャナクプル。
マデシ（タライ）地方にある。
2021年国勢調査の人口は87万3274人。
面積は1180km2。